# Nathalie Hibon
Nathalie Hibon, född 24 april 1969, är en fransk bågskytt. Hon deltog vid olympiska sommarspelen 1988 och olympiska sommarspelen 1992.